# آیتور کینتانا
آیتور کینتانا (اسپانیایی: Aitor Kintana‎؛ زادهٔ ۱۵ ژوئیه ۱۹۷۵) دوچرخه‌سوار اهل اسپانیا است.